# Samuel Cabrera
Samuel Cabrera Castañeda (* 15. August 1960 in Pacho; † 21. März 2022 ebenda) war ein kolumbianischer Radrennfahrer.

## Sportliche Laufbahn
Samuel Cabrera war im Straßenradsport aktiv. 1980 siegte er in der Guatemala-Rundfahrt mit einem Etappensieg. 1981 fuhr er mit der Nationalmannschaft Kolumbiens die Tour de l’Avenir, die er auf dem 7. Platz des Gesamtklassements beendete. 1982 gewann er die Costa Rica-Rundfahrt. Dabei gewann er zwei Etappen. Im Clásico RCN wurde er beim Sieg von Luis Herrera Dritter. 1985 belegte er in der Tour de l’Avenir den 3. Platz hinter dem Sieger Martín Ramírez und gewann das Klassement der Bergwertung. 1988 kam der zweite Rang in der Vuelta Americas dazu, in der er eine Etappe gewann. Auch in der Venezuela-Rundfahrt konnte er Zweiter werden.
Von 1985 bis 1989 war er Berufsfahrer in den Radsportteams Café de Colombia und Reynolds.
Sechsmal bestritt er die Tour de France. 1983 wurde er 57., 1984 32., 1986 11., 1988 31. und 1989 49. der Gesamtwertung. 1987 schied er aus. Den Giro d’Italia beendete er 1989 als 47. Die Vuelta a España beendete er zweimal, 1986 als 35. und 1987 als 44. des Gesamtklassements. 1985 und 1988 schied er in dem Etappenrennen aus.